# Afro-Dite
Afro-Dite är en svensk popgrupp, bildad 2002. Den bestod ursprungligen av Gladys del Pilar, Blossom Tainton Lindquist och Kayo Shekoni. Mellan 2015 och 2022 ersattes Kayo av Jessica Folcker som medlem i gruppen.

## Historik

### Tidig karriär, "nakenchock"
Gruppen vann den svenska Melodifestivalen 2002 med låten "Never Let It Go". De kom senare på en åttonde plats i Eurovision Song Contest.
Afro-Dite var med och myntade ordet nakenchock i samband med repetitionerna inför Eurovision Song Contest 2002. Det skedde när det blev uppståndelse kring de nya scenkläderna på repetitionerna. Inför att gruppen skulle representera Sverige på Eurovision Song Contest beslöts det att de skulle få nya kläder uppsydda åt dem.
Gladys del Pilar sade att "- Vi hade faktiskt kroppsstrumpor, och på dem var det stenar som ska se ut som att det gnistrar från våran hud. Och när vi vänder oss om så är det fransarna, de åker åt sidan och därmed ser man bara strumpan – och det uppfattades då som nakenchock. Vi var mer påklädda då än vi var med våra silverkläder..."  

### Senare karriär
Gruppen deltog även i Melodifestivalen 2003 med låten "Aqua Playa" och kom då sjua.
2007 kom de ut med ett nytt album som släpptes som nedladdning på deras webbplats. Lagom till Stockholm Pride 2011 släppte Jonas Hedqvist en ny version av singeln I Am What I Am tillsammans med gruppen Afro-Dite.
Gruppen gjorde comeback och deltog i Melodifestivalen 2012 med låten "The Boy Can Dance". De kom 5:a i första deltävlingen och blev därmed utslagna.

## Bilder

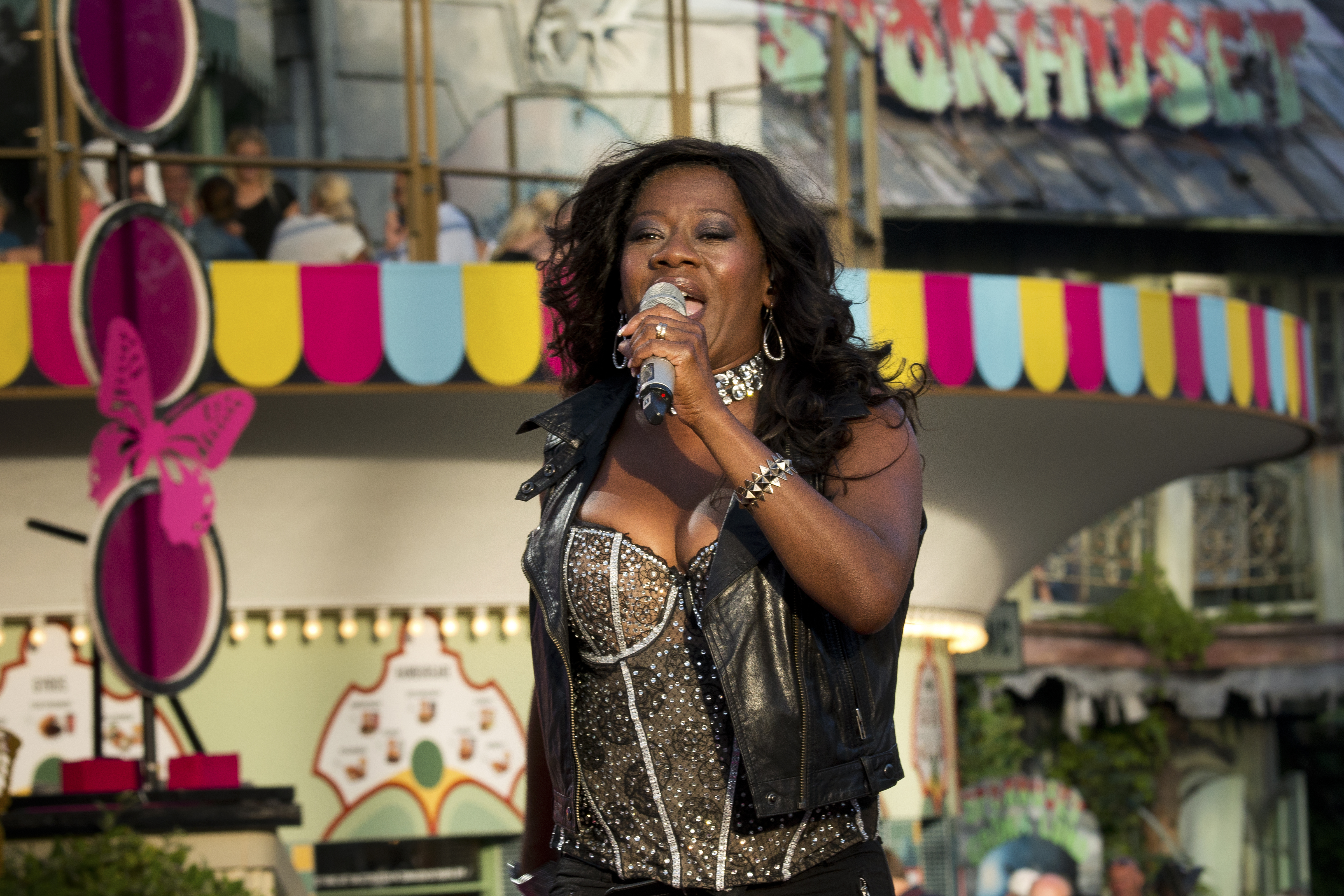
Gladys del Pilar
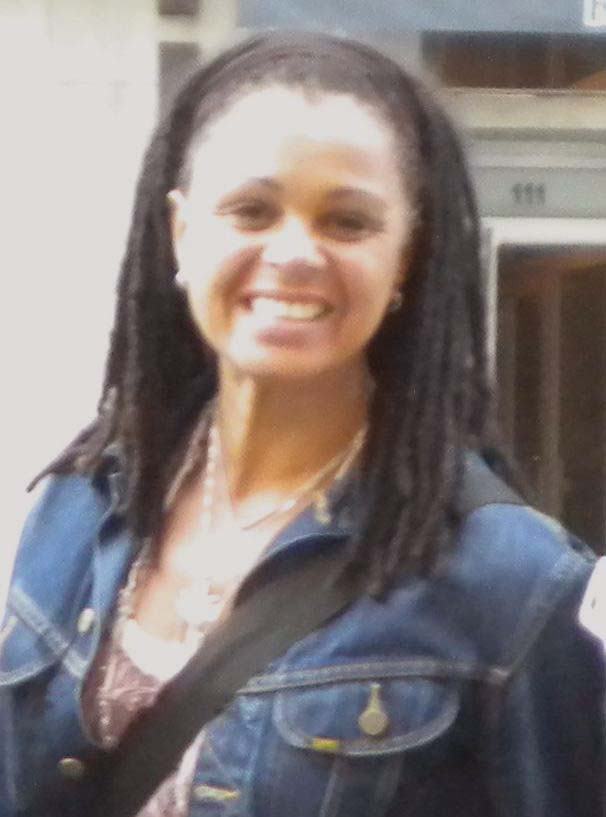
Blossom Tainton
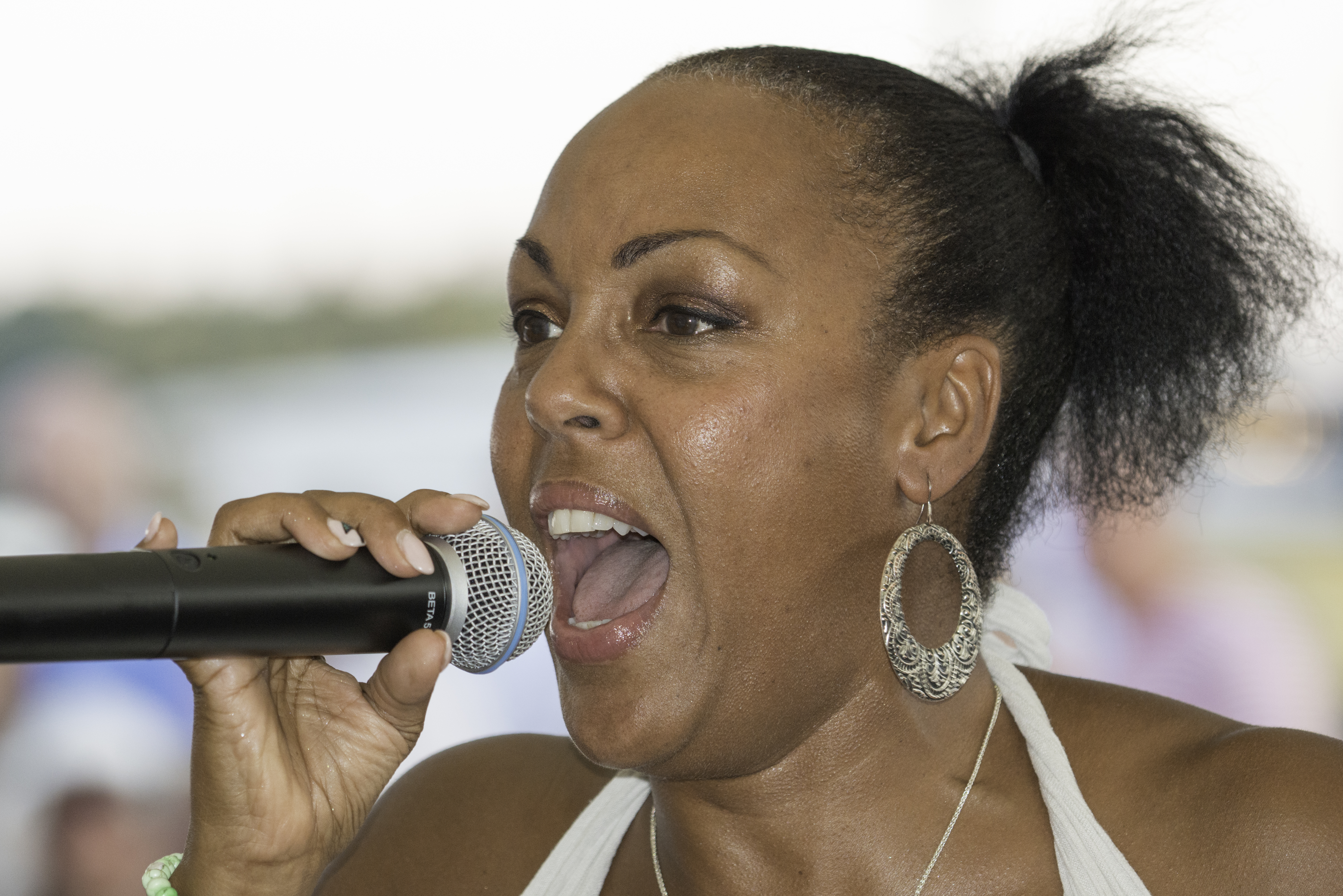
Kayo Shekoni

## Diskografi

### Album
- Never Let It Go, 2002

### Singlar
- "Never Let It Go", 2002
- "Rivers of Joy"/"Shining Star", 2002
- "Turn It Up", 2002
- "Aqua Playa", 2003
- "I Am What I Am" med Jonas Hedqvist, 2011
- "The Boy Can Dance", 2012
- "Never Let It Go 2022", remix av SoundFactory, 2022
- "We're Back", 2022